# 霍什奇諾縣

53°10′N 15°24′E / 53.167°N 15.400°E
霍什奇諾縣（波蘭語：Powiat choszczeński），是波蘭的縣份，位於該國西北部，由西波美拉尼亞省負責管轄，首府設於霍什奇諾，面積1,328平方公里，2006年人口50,066，人口密度每平方公里38人。